# Aleksandr Iwanow (reżyser-animator)
Aleksandr Wasiljewicz Iwanow (ros. Александр Васильевич Иванов, ur. 5 maja 1899, zm. 13 marca 1959) – radziecki reżyser-animator, jeden z pionierów radzieckiej animacji graficznej. 

## Życiorys
Ukończył Tambowskie warsztaty artystyczne. Pracował od 1923 roku, współpracował z fabrykami Goskino, Proletkino, Mieżrabpom-Ruś, Wostokkino. W 1926 roku zorganizował w studiu filmowym Sowkino (Mosfilm) warsztaty animacji, gdzie zaczął tworzyć krótkometrażowe filmy agitacyjne. Był członkiem grupy "IWWOS". Tworzył polityczne plakaty filmowe oraz satyryczne bajki i baśnie. Od 1936 roku w studiu Sojuzmultfilm. Był członkiem rady artystycznej. W animacji współpracował m.in. z Jurijem Popowem i Jewgienijem Migunowem.

## Wybrana filmografia

### Animator
- 1924: Radzieckie zabawki (Советские игрушки)

### Reżyser
- 1927: Tarakaniszcze (Тараканище)
- 1928: Tip-Top w Moskwie (Тип-Топ в Москве)
- 1936: Lisa-stroitiel (Лиса-строитель)
- 1941: Żurnal Sojuzmultfilmu nr 2/1941 (Журнал Союзмультфилма Но.2/1941)
- 1941: Buciory faszystów depczą naszą ojczyznę (Не топтать фашистцкому сапогу хашей Родины)
- 1944: Sikorka (Синица)
- 1946: Lisa i drozd (Лиса и дрозд)
- 1948: Mistrz narciarski (Чемпион)
- 1949: Połkan i szawka (Полкан и шавка)
- 1950: Niedźwiedź Dreptak i jego wnuczek (Дедушка и внучек)
- 1952: Zaj i Czik (Зай и Чик)
- 1953: Farbowany lis (Крашеный лис)
- 1954: W leśnej gęstwinie (В лесной чаще)
- 1955: Trubka i miedwied' (Трубка и медведь)
- 1956: Lesnaja istorija (Лесная история)
- 1958: Sportłandija (Спортландия)